# Enrico di Montfort
Enrico di Montfort (novembre 1238 – Evesham, 4 agosto 1265) è stato un nobile inglese, primogenito di Simone V di Montfort (1208-1265), sesto conte di Leicester e conte di Chester e di Eleonora Plantageneta, figlia del re Giovanni Senzaterra.

## Biografia
Il padre di Enrico era Simone V di Montfort, sesto Conte di Leicester, il leader dei Baroni inglesi nella seconda guerra dei Baroni.  
Simone era il figlio minore di Simone IV di Montfort quinto Conte di Leicester, un nobile francese che era stato escluso dai suoi titoli inglesi e proprietà a causa della sua fedeltà alla corona di Francia. Alla morte del padre, il giovane Simone aveva scambiato i suoi possedimenti di famiglia e i titoli francesi con il fratello maggiore per il possesso esclusivo di quelli inglesi; si è poi trasferito in Inghilterra nel 1229 per reclamarli. Diventando uno dei preferiti di Enrico III d'Inghilterra, il giovane Simon de Montfort aveva ottenuto il permesso di sposare la sorella del re Eleonora d'Inghilterra, un salto di status sociale che allarmò la nobiltà inglese. Come ringraziamento al re per l'autorizzazione e il supporto, il primo figlio è stato chiamato Enrico in suo onore.

## Seconda guerra dei Baroni
Nonostante questo rapporto, Enrico de Montfort si schierò con suo padre e altri nobili in rivolta contro il suo omonimo Re, conosciuta come seconda guerra dei baroni, con suo padre che emergeva come il leader della ribellione e, infine, il leader de facto della nazione.
Nel gennaio 1264, Enrico fu uno dei deputati inviati a rappresentare i baroni presso il Mise di Amiens. Quando l'arbitrato è stato accantonato comandò un corpo di truppe spedite per difendere il confine gallese. Il 28 febbraio, ha preso d'assalto e saccheggiato Worcester e subito dopo ha preso Gloucester, ma dopo un approccio del principe Edoardo ha fatto una tregua con lui e si ritirò nel castello di Kenilworth. Con suo fratello Guido di Montfort, guidò l'avanguardia alla battaglia di Lewes il 14 maggio 1264. Dopo la vittoria, il 28 maggio, fu nominato conestabile del castello di Dover, Lord guardiano dei cinque porti e tesoriere di Sandwich.
Quando l'assedio di Gloucester iniziò nel 1263, Enrico di Montfort e Humphrey de Bohun, II conte di Hereford e I conte di Essex, tennero prigionieri il Re ed il principe Edoardo (il futuro Edoardo I), trascorrendo due settimane a fortificare la città e il castello.
Enrico poi accompagnò suo padre a Evesham, dove avevano intenzione di ricongiungersi con il fratello più giovane di Enrico, Simone di Montfort il giovane. Invece hanno incontrato il Principe Edoardo, che aveva teso un'imboscata all'esercito del giovane de Montfort e poi hanno marciato con i vessilli dei Montfort rubati per attirare Enrico e il padre Simone in una trappola.

## Conseguenze per la famiglia di Enrico
Il fratello di Enrico, Simone arrivò a Evesham in tempo per vedere la testa di suo padre, montata su una lancia. Un altro fratello, Guido, fu catturato durante la battaglia e imprigionato. Guido poi, corrompendo i guardiani, riuscì a fuggire e si unì al giovane Simone in fuga verso la Francia. 
Hanno trovato fortuna al servizio di Carlo d'Angiò, unendosi a lui nella conquista del principe francese del sud Italia. Hanno combattuto nella vittoriosa battaglia di Tagliacozzo (23 agosto 1268) contro gli Hohenstaufen di Corradino di Svevia. Entrambi si stabilirono nel Regno di Sicilia, dove era salito a trono il re Carlo d'Angiò. Nel marzo del 1271, i fratelli Simone e Guido appresero della presenza del loro cugino Enrico di Almain, figlio di Riccardo di Cornovaglia, a Viterbo. In quel periodo erano in città anche il re Filippo III di Francia e Carlo d'Angiò, re di Sicilia, per il Concilio tenuto per eleggere un nuovo papa. 
Insieme al suocero di Guido, i fratelli hanno fatto irruzione il 13 marzo durante la messa nella chiesa di San Silvestro (ora Chiesa del Gesù). Sguainarono le spade e uccisero Enrico mentre egli si aggrappava all'altare chiedendo pietà invano, per vendicare la morte del padre e del fratello a Evesham. Non furono puniti per l'omicidio, ma vennero scomunicati dal papa per aver consumato un così efferato delitto in un luogo consacrato, cosa che ha ritardato la simpatia per loro in Inghilterra. Simone morì in quello stesso anno per "febbre toscana" a Siena. Divenuto Conte di Nola, Guido ebbe due figlie, diventando nel tempo un antenato di numerose famiglie reali europee, tra cui i britannici. 
Un altro fratello Amalrico di Montfort scappò anche lui in Italia. Chierico, ha servito nella chiesa cattolica prima di accompagnare sua sorella Eleonora di Montfort nel Galles per il suo matrimonio con Llywelyn ap Gruffydd, principe di Galles. Catturata dai pirati al servizio del re Edoardo I d'Inghilterra, i fratelli sono stati poi rilasciati e si è svolto il matrimonio di Eleonora. Eleonora morì il 19 giugno 1282 partorendo Gwenllian del Galles. Amalrico ritornò nel continente, ha servito come chierico in Italia e morì qualche tempo dopo il 1301.